# Gustav Mie
Gustav Adolf Fedor Wilhelm Ludwig Mie (Rostock, 1869 – Friburgo in Brisgovia, 1957) è stato un fisico tedesco.
Docente all'università di Friburgo, nel 1908 diede una soluzione completa e matematicamente rigorosa al problema dello scattering elettromagnetico su una superficie curva (sfera o cilindro); tale soluzione prese il nome di scattering Mie ed ebbe notevoli ripercussioni sull'ottica degli anni successivi (permise, tra le altre cose, la scoperta dell'effetto Tyndall).